# Splash and Bubbles
Splash and Bubbles (no Brasil e em Portugal, Splash e Bubbles) é uma animação estadunidense criada por John Tartaglia. Nos Estados Unidos, a série estreou na PBS Kids em 23 de novembro de 2016.  Já no Brasil, foi no dia 03 de outubro de 2017, no Nat Geo Kids. No dia 1º de junho de 2018, a série foi disponibilizada no Netflix

## Enredo
Um grupo de peixes (Splash, Bubbles, Dunk e Ripple) explora o oceano, aprendendo e fazendo novos amigos ao longo do caminho.

## Personagens

### Principais
- Splash (Voz original: John Tartaglia)
- Bubbles (Voz original: Leslie Carrara-Rudolph)
- Dunk (Voz original: Raymond Carr)
- Ripple (Voz original: Aymee Garcia)

### Recorrentes
- Lu
- Bob
- Tidy
- Gush
- Flo
- Iris
- Chompy
- Charlie
- Melody
- Sr. e Sra. Leafy
- Snap
- Scout
- Denny
- Myshell
- Zee

## Episódios

### 1ª temporada
| Nº e título                                              | Resumo |
| -------------------------------------------------------- | --- |
| 1. O maior tesouro de todos / Caranguebuloso             | Flo envia a turma para uma caça a um tipo de tesouro especial que afundou. Um caranguejo que adora decorar sua carapaça turbina a autoestima da Bubbles.                   |
| 2. Aí vem o tubarão-martelo / A nova casa da Denny       | Quando um dos irmãos da Ripple se perde, Zee pede ajuda a um tubarão-martelo. A turma busca pela "verdadeira" Denny após acharem sua casca vazia.                          |
| 3. Gush pernas de ouro / Um peixe chamado Mo             | Para mostrar à turma que um peixe-sapo pode nadar rápido, Gush corre em uma pista de obstáculos. A turma tem muito trabalho quando o enorme primo do Dunk faz uma visita.  |
| 4. A areia é demais / O tesouro encontrado               | Um peixe-papagaio mostra às crianças como fazer areia enquanto se alimenta do coral. Wave mostra sua sabedoria e coragem quando Bubbles fica presa em um baú de tesouro.   |
| 5. Novos alimentos para Chompy / As clones               | Quando Chompy decide incrementar sua dieta, o recife fica infestado de algas. Os amigos não entendem por que uma água-viva não se lembra de ter conhecido eles.            |
| 6. Pequena mas poderosa / Levado pela maré               | Zee se preocupa quando fica sabendo que um tubarão branco está por perto. Enquanto cuidam da arte do Dunk, Splash, Bubbles e Ripple aprendem sobre as marés.               |
| 7. Prefeito por um dia / Oblo das profundezas            | Como prefeito substituto de Reeftown, Dunk aprende o que é preciso para manter o recife seguro. Splash e Bubbles visitam escapes hidrotermais e conhecem vermes tubulares. |
| 8. A procura pela casa / Brincadeiras de golfinho        | A turma tenta ajudar um peixe caboz e um camarão-pistola a encontrarem um lar em Reeftown. Um golfinho chamado Dorsal dá uma aula de diversão aos amigos.                  |
| 9. Lu, a exploradora / Eu tenho ritmo?                   | Para ajudar Dunk a superar seu medo de escuro, Splash o apresenta a Lu, sua amiga que brilha no escuro. Wave descobre que ritmos de dança se manifestam de várias formas.  |
| 10. Adivinhe quem é? / Passar a noite sem dormir         | A turma brinca de detetive quando uma criatura estranha aparece na floresta de algas. Enquanto dormem fora, os amigos do Splash tentam ajudá-lo a pegar no sono.           |
| 11. As algas precisam de ajuda / Montanha de fogo        | Ripple se desespera após decorar seu lugar tranquilo na floresta das algas com estrelas que comem algas. Lu e a turma mergulham fundo para encontrar um vulcão submarino.  |
| 12. Super Splash! / Pearlene                             | A turma tenta provar que Splash tem superpoderes depois que ele desvia de Dunk. Ripple aprende uma lição de amizade após conhecer uma ostra tímida.                        |
| 13. Eu só tenho olhos pra você / Bubbles em dobro        | Os amigos estranham quando um peixe de olhos grandes os ignora. Bubbles se preocupa quando todos se entusiasmam com um novo peixe que se parece com ela.                   |
| 14. Dunk não inflado / Os zeladores da floresta de algas | Dunk tenta parar de inflar, mas percebe que essa habilidade pode ser útil. Enquanto ajudam na floresta de algas, Splash, Dunk e Bubbles brigam com o organizado Tidy.      |
| 15. O zelador das algas / Como a Bubbles voltou a nadar  | Na floresta de algas, a turma conhece Tidy, um peixe garibaldi zelador do lugar. Após machucar a barbatana, Bubbles tenta se mover como as outras criaturas marinhas.      |
| 16. Dunk, o artista / Os dragões marinhos da Ripple      | Dunk descobre que é um artista da areia, mas questiona por que seu talento é especial. Quando Ripple conta histórias sobre dragões marinhos, a turma corre para achar um.  |
| 17. O dente precioso / Corrida ao redor do recife        | Os amigos tentam achar o dono de um dente que encontraram, e descobrem que pertence a um tubarão. A turma descobre o poder das correntes quando Splash vence uma corrida.  |
| 18. A escola do Splash / Luz no fim do túnel             | Quando os velhos amigos de Splash fazem uma visita, a turma tenta copiar o modo como nadam. Enquanto buscam uma concha no escuro, os amigos conhecem lulas-vagalume.       |
| 19. A limpeza de Dunk / Ripple e a baleia                | Dunk está com um parasita em sua boca e fica com medo de ver a camarão limpadora. Após seguirem um som estranho, Ripple e a turma aprendem sobre chamados de baleias.      |
| 20. Amigos parceiros / O super esconde-esconde           | Após brigarem enquanto trabalhavam juntos, Splash e Bubbles aprendem sobre cooperação. A turma descobre a arte da camuflagem ao brincarem de esconde-esconde.              |

## CD
O CD com 16 músicas da animação foram lançados no dia 1º de junho nos Estados Unidos com o título "Splash and Bubbles: Rhythm of the Reef".
As 16 canções da série foram escritas pelo premiado compositor Mike Himelstein (Sid, o cientista, A Casa do Mickey Mouse, Dinotrem) e apresentam os talentos vocais de seus personagens favoritos, incluindo o criador do programa John Tartaglia como Splash, Leslie Carrara-Rudolph como Bubbles, Raymond Carr como Dunk e Aymee Garcia como Ripple.
A faixa principal do álbum, “Splash and Bubbles Theme Song” ganhou o prêmio “Melhor Canção para uma Série de TV” no "2017 Cynopsis Kids! Magination Awards".

## Dublagem
- Splash - Dudu Fevereiro
- Bubbles - Andrea Suhete
- Ripple - Rebeca Jóia
- Dunk - Sérgio Moreno
- Tidy - Márcio Navarro

Estúdio: Sérgio Moreno Filmes